# 五箇庄村
五箇庄村（ごかしょうむら）は、かつて富山県下新川郡にあった村。

## 沿革
- 1889年（明治22年）4月1日 - 町村制の施行により、下新川郡月山村、月山新村、二ツ村、西草野村、赤川村、川仕新村、前又新村、大家庄村の区域の一部の区域をもって、下新川郡五箇庄村が発足する。
- 1929年（昭和4年）1月1日 - 下新川郡泊町の区域の一部を編入する。
- 1954年（昭和29年）8月1日 - 下新川郡泊町、五箇庄村、宮崎村、境村、大家庄村、山崎村及び南保村が合併して、下新川郡朝日町が発足する。

## 歴代村長
出典→
1. 西田彦平（1889年7月18日 - 1891年4月18日）
2. 古沢東五郎（1891年4月16日 - 1897年2月25日）
3. 岩井清三郎（1897年9月8日 - 1901年9月7日）
4. 吉江又右衛門（1901年9月13日 - 1902年9月13日）
5. 河村政治（1902年12月24日 - 1903年3月1日）
6. 河村政治（1903年3月27日 - 1906年12月24日）
7. 西村啓治（1907年1月28日 - 1907年12月2日）
8. 西井久次郎（1907年12月28日 - 1914年12月28日）
9. 西田繁松（1915年1月29日 - 1936年10月28日）
10. 山本松次郎（1936年11月13日 - 1940年3月5日）
11. 狩谷一郎（1941年3月26日 - 1946年9月16日）
12. 山本富之助（1947年4月5日 - 1950年6月1日）
13. 西田彦衛（1950年7月15日 - 1954年7月14日）
14. 上田憲二（1954年7月15日 - 1954年7月31日）